# Taenaris horsfieldii
Taenaris horsfieldii är en fjärilsart som beskrevs av William Swainson 1820/21. Taenaris horsfieldii ingår i släktet Taenaris och familjen praktfjärilar. IUCN kategoriserar arten globalt som livskraftig. Inga underarter finns listade i Catalogue of Life.